# Irun
Irun (nom èuscar oficial) és un municipi de la província de Guipúscoa, al País Basc. La ciutat fa frontera amb el País Basc del Nord (Iparralde), a l'estat francès, mitjançant el riu Bidasoa que limita el municipi a l'est. Es tracta de la segona ciutat més important de Guipúscoa després de la capital, Sant Sebastià, amb una població al voltant dels 60.000 habitants.
L'economia de la ciutat es basa en la importància com a pas fronterer entre França i Espanya. Es tracta del principal pas fronterer entre aquests dos estats, juntament amb la Jonquera, a l'Alt Empordà. A més, és un important nus ferroviari, logístic i de transports. Compta també amb un important comerç i certa indústria.

## Barris d'Irun
Irun està conformat per set barris:
- Behobia
- Meaka
- Bidasoa
- Lapize
- Ventas
- Anaka
- Olaberria

## Història
La guarnició carlina d'Irun va defensar-se de l'atac de la Legió Auxiliar Britànica de George de Lacy Evans el 16 i 17 de maig de 1837, que van conquerir la població lluitant casa a casa, capitulant a la tarda.

## Administració
| 2019 | José Antonio Santano Clavero (PSE-EE)                           |
| 2015 | José Antonio Santano Clavero (PSE-EE)                           |
| 2011 | José Antonio Santano Clavero (PSE-EE)                           |
| 2007 | José Antonio Santano Clavero (PSE-EE)                           |
| 2003 | José Antonio Santano Clavero (PSE-EE)                           |
| 1999 | Francisco Buen Lacambra / José Antonio Santano Clavero (PSE-EE) |
| 1995 | Francisco Buen Lacambra (PSE-EE)                                |
| 1991 | Francisco Buen Lacambra (PSE)                                   |
| 1987 | Francisco Buen Lacambra (PSE)                                   |
| 1983 | Francisco (Alberto) Buen Lacambra (PSE-PSOE)                    |
| 1983 | Ricardo Etxepare Zugasti (PNB)                                  |
| 1979 | Xabier Txapartegi Larrañaga (PNB)                               |

## Demografia
| 1800  | 1900  | 1910   | 1920   | 1930   | 1940   | 1950   | 1960   | 1970   | 1981   | 1991   | 2000   | 2005    |
| ----- | ----- | ------ | ------ | ------ | ------ | ------ | ------ | ------ | ------ | ------ | ------ | ------- |
| 1.180 | 9.912 | 12.120 | 14.161 | 17.670 | 14.368 | 19.956 | 29.814 | 45.060 | 53.445 | 53.276 | 56.486 | +60.000 |

## Persones cèlebres nascudes en aquesta localitat
- Almirall Arizmendi segle XVI: general als comandaments de la milícies d'Irun i posteriorment almirall de la flota espanyola
- José María Franco Bordons (1894-1971): compositor i director d'orquestra.
- Ramón Iribarren Cavanilles (1900-1967): llicenciat en Ciències Exactes i Doctor enginyer de Camins, Canals i Ports, autoritat mundial en la matèria i genial descobridor de les lleis matemàtiques i físiques relatives a la dinàmica de l'onatge i la seva aplicació a la regeneració de costes. Va Ser nomenat Fill Predilecte de la Ciutat d'Irun per acord unànime de l'Ajuntament.
- Mariano Eusebio González (Luis Mariano) (1914-1970): cantant de fama internacional, especialment a França, on va realitzar la major part de la seva carrera musical.
- Pedro Mourlane (1888-1945): periodista i assagista.
- Els germans Fermín (1963-), Íñigo i Jabier Muguruza: músics. Integrants dels grups de rock radical basc Kortatu i Negu Gorriak, el primer i segon; i de Joxe Ripiau, el segon i tercer.
- Pedro Manuel de Arístegui y Petit: diplomàtic, exGovernador Civil de Guipúscoa, mort en atemptat quan exercia com Ambaixador d'Espanya a Líban el 16 d'abril de 1989
- Pérez de Azcue (segle xvi): comandant de les tropes iruneses.
- Jon Sistiaga (1967-): periodista, escriptor i reporter de guerra.
- Teodoro Murua (1888-1968): músic. Director de la banda municipal de música d'Irun.
- Ricardo Arregui (1952-): Metge neurocirujano de prestigi mundial, expert en congelacions. Actualment president de l'equip d'handbol de Balonmano Aragón.
- Amaia Montero (1976-): vocalista del grup pop La Oreja de Van Gogh fins a novembre de 2007
- Lourdes Maldonado (1973-): presentadora de notícies cap de setmana Antena 3.

### Esportistes
- Juan Manuel Garate (1976-): ciclista. Campió d'Espanya el 2005.
- Alberto López (1969-): porter de la Reial Societat i del Reial Valladolid.
- Miguel Ángel Zúñiga (1959-): porter d'handbol.
- Alberto Górriz (1958-): exfutbolista internacional de la Reial Societat.
- Roberto López Ufarte (1958): futbolista internacional. Nascut a Fes (Marroc) i irunés d'adopció.
- Javier Irureta (1948-): exfutbolista internacional de l'Atlètic de Madrid i Athletic Club de Bilbao i actualment entrenador de futbol.
- Pedro Regueiro (1906-): futbolista internacional que va militar en Real Unión Club de Irun i Reial Madrid.
- Luis Regueiro (1908-1995): futbolista internacional que va militar a la Real Unión Club de Irun i Reial Madrid.
- Santiago Urtizberea (1910-1985): futbolista que va guanyar 4 vegades el campionat de França amb el Girondins de Bordeus.
- Francisco Gamborena (1901-): futbolista internacional que va jugar a la Real Unión Club de Irun.
- Patricio Arabolaza (1893-1935): futbolista internacional de la Real Unión Club de Irun. Autor del primer gol de la història de la selecció espanyola de futbol.
- José Echeveste (1889-1982): futbolista internacional de la Real Unión Club de Irun.
- José Luis Zabala: futbolista internacional que va jugar a la Real Unión, Espanyol, Oviedo i València.
- Javier Yubero (1972-2005): futbolista que va jugar entre altres equips a la Reial Societat, Real Betis Balompié i Rayo Vallecano.
- Javier Garrido: exjugador de la Reial Societat i jugador actualment al Manchester City FC.
- Mikel Amantegui: (1979-) futbolista format al planter de la Reial Societat i que posteriorment va jugar al Girona FC.